# 有田川町
有田川町（ありだがわちょう）は、和歌山県の中央部、有田郡に属する町。紀中地域（有田圏域）に属する。有田みかんや山椒などの栽培地として知られる。

## 地理

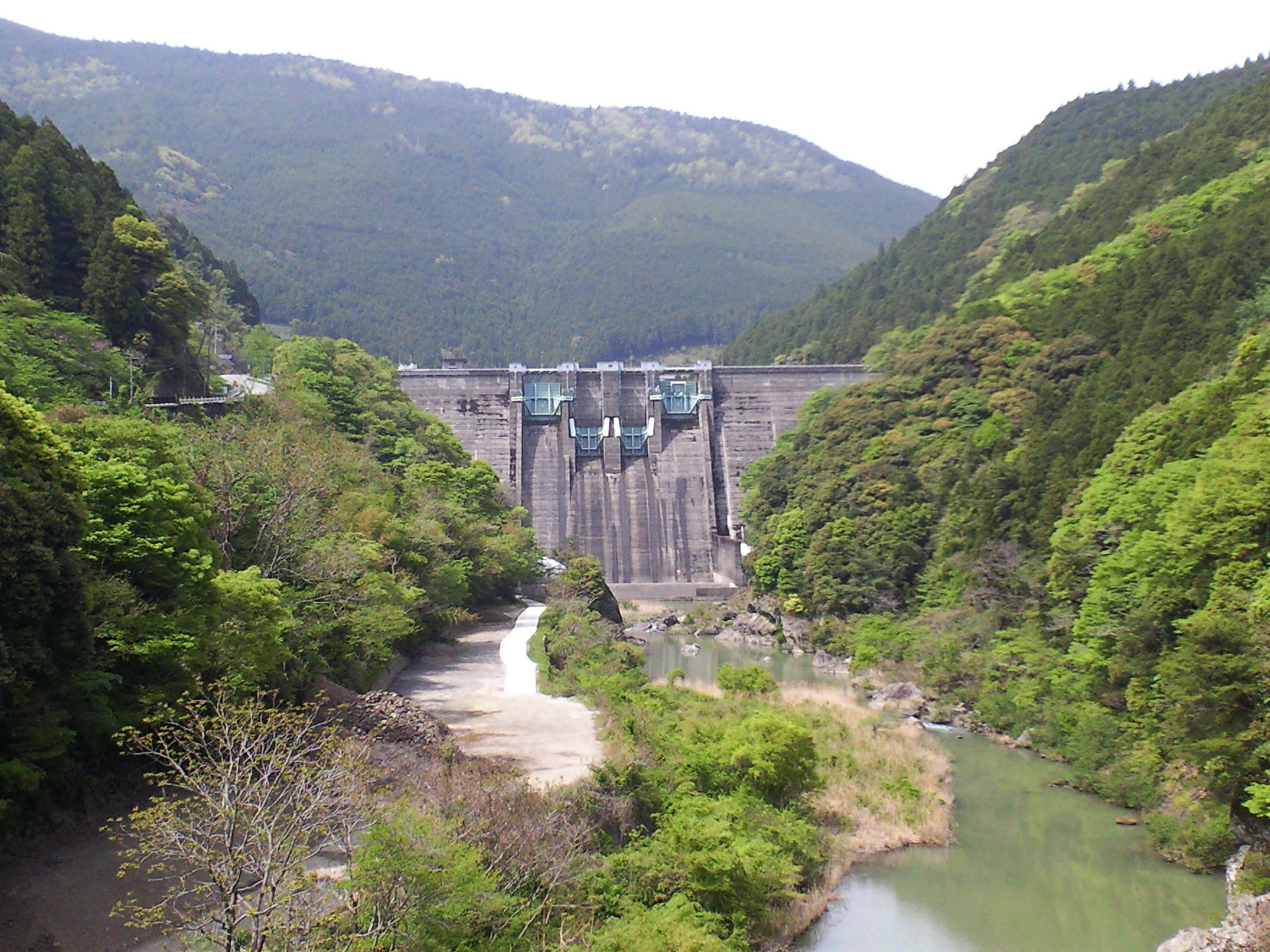
南の方向から見た、二川ダムの堤。手前に見える水面は有田川。なお、写真左端中央付近に見える道路は、国道480号である。

和歌山県のほぼ中央に位置し、町の中央部を有田川が流れている。目立つ水域としては、有田川に作られた二川ダムのダム湖が挙げられる。なお、有田川沿いには平地も見られるものの、総じて山がちである。

### 山
町内の主な山としては、以下が挙げられる：鷲ケ峰（589 m）、千葉山（542 m）、三本松峰（533 m）、大鳴海山（733 m）、雨山（851 m）、尖峰山（862 m）、堂鳴海山（670 m）、鳥泊山（619 m）、生石ヶ峰（870 m）、白馬山（957 m）、兵ヶ城山（701 m）、矢筈山（683 m）、東谷山（928 m）、立伍山（949 m）、水ヶ宝形山（1063 m）、石堂山（1080 m）、白口峰（1110 m）。

### 気候
| 清水（1991年 - 2020年）の気候      | 清水（1991年 - 2020年）の気候 | 清水（1991年 - 2020年）の気候 | 清水（1991年 - 2020年）の気候 | 清水（1991年 - 2020年）の気候 | 清水（1991年 - 2020年）の気候 | 清水（1991年 - 2020年）の気候 | 清水（1991年 - 2020年）の気候 | 清水（1991年 - 2020年）の気候 | 清水（1991年 - 2020年）の気候 | 清水（1991年 - 2020年）の気候 | 清水（1991年 - 2020年）の気候 | 清水（1991年 - 2020年）の気候 | 清水（1991年 - 2020年）の気候 |
| 月                                 | 1月                           | 2月                           | 3月                           | 4月                           | 5月                           | 6月                           | 7月                           | 8月                           | 9月                           | 10月                          | 11月                          | 12月                          | 年                            |
| ---------------------------------- | ----------------------------- | ----------------------------- | ----------------------------- | ----------------------------- | ----------------------------- | ----------------------------- | ----------------------------- | ----------------------------- | ----------------------------- | ----------------------------- | ----------------------------- | ----------------------------- | ----------------------------- |
| 最高気温記録 °C （°F）             | 19.2 (66.6)                   | 21.2 (70.2)                   | 23.4 (74.1)                   | 29.6 (85.3)                   | 31.8 (89.2)                   | 34.3 (93.7)                   | 36.6 (97.9)                   | 37.0 (98.6)                   | 34.4 (93.9)                   | 30.5 (86.9)                   | 26.6 (79.9)                   | 23.6 (74.5)                   | 37.0 (98.6)                   |
| 平均最高気温 °C （°F）             | 8.0 (46.4)                    | 9.3 (48.7)                    | 13.3 (55.9)                   | 19.0 (66.2)                   | 23.7 (74.7)                   | 26.2 (79.2)                   | 29.9 (85.8)                   | 31.2 (88.2)                   | 27.6 (81.7)                   | 21.9 (71.4)                   | 16.3 (61.3)                   | 10.6 (51.1)                   | 19.8 (67.6)                   |
| 日平均気温 °C （°F）               | 2.9 (37.2)                    | 3.8 (38.8)                    | 7.1 (44.8)                    | 12.3 (54.1)                   | 17.2 (63)                     | 20.9 (69.6)                   | 24.6 (76.3)                   | 25.2 (77.4)                   | 21.8 (71.2)                   | 15.9 (60.6)                   | 10.1 (50.2)                   | 5.0 (41)                      | 13.9 (57)                     |
| 平均最低気温 °C （°F）             | −1.3 (29.7)                   | −0.9 (30.4)                   | 1.6 (34.9)                    | 6.2 (43.2)                    | 11.4 (52.5)                   | 16.6 (61.9)                   | 20.7 (69.3)                   | 21.1 (70)                     | 17.6 (63.7)                   | 11.4 (52.5)                   | 5.3 (41.5)                    | 0.7 (33.3)                    | 9.2 (48.6)                    |
| 最低気温記録 °C （°F）             | −9.4 (15.1)                   | −8.3 (17.1)                   | −5.3 (22.5)                   | −2.8 (27)                     | 0.2 (32.4)                    | 5.8 (42.4)                    | 11.6 (52.9)                   | 13.1 (55.6)                   | 7.4 (45.3)                    | 0.3 (32.5)                    | −2.3 (27.9)                   | −5.2 (22.6)                   | −9.4 (15.1)                   |
| 降水量 mm （inch）                 | 80.7 (3.177)                  | 97.7 (3.846)                  | 145.6 (5.732)                 | 156.9 (6.177)                 | 184.0 (7.244)                 | 263.4 (10.37)                 | 303.5 (11.949)                | 215.9 (8.5)                   | 262.3 (10.327)                | 188.9 (7.437)                 | 114.9 (4.524)                 | 83.6 (3.291)                  | 2,097.3 (82.571)              |
| 平均降水日数 （≥1.0 mm）           | 10.1                          | 9.8                           | 11.9                          | 10.6                          | 10.8                          | 13.5                          | 12.0                          | 10.4                          | 11.1                          | 10.2                          | 8.1                           | 9.9                           | 128.3                         |
| 平均月間日照時間                   | 93.8                          | 104.4                         | 145.0                         | 179.2                         | 188.4                         | 122.6                         | 155.4                         | 191.1                         | 141.2                         | 143.6                         | 125.8                         | 102.3                         | 1,703                         |
| 出典1：Japan Meteorological Agency |                               |                               |                               |                               |                               |                               |                               |                               |                               |                               |                               |                               |                               |
| 出典2：気象庁                      |                               |                               |                               |                               |                               |                               |                               |                               |                               |                               |                               |                               |                               |

### 隣接している自治体
- 和歌山県
  - 有田市、海南市、田辺市
  - 有田郡 : 湯浅町、広川町
  - 海草郡 : 紀美野町
  - 日高郡：日高川町
  - 伊都郡 : かつらぎ町
- 奈良県
  - 吉野郡 : 野迫川村

## 歴史
- 2006年（平成18年）1月1日 - 有田郡吉備町・金屋町・清水町が合併し、有田川町が発足。
- 2006年（平成18年）6月13日 - 町章、および、町の木・花・鳥を制定。
- 2006年（平成18年）11月19日 - 大阪府高石市と友好都市交流提携を締結。

## 行政
- 町長：中山正隆（2006年2月5日就任、4期目）

### 議会
議員定数は16であり、そのうち1人のみが女性である。

### 地区
旧吉備町
- 田殿地区 - 田口、大賀畑、大谷、井口、賢、田角、船坂、長谷、出、上中島、長田、角、尾中
- 藤並地区 - 小島、野田、天満、明王寺、水尻、土生、下津野、植野、奥、熊井
- 御霊地区 - 西丹生図、東丹生図、吉見、垣倉、庄、徳田

旧金屋町
- 生石地区 - 丹生、糸野、下六川、釜中、黒松、上六川
- 鳥屋城地区 - 市場、中野、小川、伏羊、中井原、金屋、長谷川
- 五西月地区 - 有原、西ケ峯、瀬井、彦ケ瀬、本堂、中峯、中、沼田、延坂、生石、青田、大西、大薗、尾上、小原
- 石垣地区 - 吉原、歓喜寺、糸川、修理川、宇井苔、松原
- 岩倉地区 - 川口、岩野河、立石、谷

旧清水町
- 岩倉地区 - 粟生
- 五村地区 - 中原、川合、二澤、北野川、三瀬川
- 城山地区 - 二川、日物川、境川、東大谷
- 八幡地区 - 楠本、沼、遠井、三田、宮川、大蔵、清水、下湯川、上湯川、久野原
- 安諦地区 - 井谷、板尾、沼谷、杉野原、押手

### 公共施設
- きびドーム

### 姉妹都市・提携都市
- 高石市（大阪府） - 2006年11月19日友好都市交流提携。旧清水町の友好都市であった。

## 経済

### 産業

#### 農業
有田川町は農業の中でも、特に果樹栽培が盛んである。

##### 柑橘類
2014年時点、和歌山県の基幹産業の1つとして、柑橘類の栽培が挙げられる。そして有田川町も、柑橘類の栽培で知られる。例えば、2014年現在、ウンシュウミカン、ハッサク、サンショウ、清見、不知火、イヨカン、ネーブルオレンジ、ナツミカンは、和歌山県内において有田川町が主産地の1つとして挙げられる。ウンシュウミカンのbrandである有田みかんの生産量は有田市を凌ぎ、町内には5箇所以上の選果場が設置されている。ミカンは早生種が中心であり、早生種の収穫後は、シラヌヒなどを収穫する。また、金屋地区ではハッサクの栽培も盛んであり、和歌山県では紀の川市（旧粉河町）と並ぶ産地として知られる。加えて、清水地区ではブドウザンショウと呼ばれるサンショウの特産地である。ただ、以前は旧清水町がブドウザンショウの生産量の8割を占めていたが、紀美野町でも生産が盛んになったため、相対的なシェアは低下した。また、これら柑橘類の花を利用して養蜂業も行われており、柑橘類の花を蜜源とした蜂蜜も特産品である。

##### 柑橘類以外
柑橘類以外では、2014年時点、スモモとキウイの和歌山県内の主産地の1つとして、有田川町が挙げられる。しかも、日本国内において和歌山県がスモモとキウイの都道府県別の収穫量が、いずれも3位であった中での話である。
なおブドウについては、和歌山県は日本国内において主要な産地というわけではなく、2014年現在で都道府県別の収穫量の順位は22位に留まっている。それでも2014年現在、和歌山県内の主産地の1つとして有田川町が挙げられ、ブドウの品種の1つである「巨峰」の栽培も行ってきた。

#### 漁業
海に面していないものの、有田川ではアユやホンモロコなどの川魚漁が行われている。

#### 工業など
清水町は保田紙と呼ばれる和紙で知られていた。また、企業団地には製造業が10社程度操業している。また、町内には岩倉発電所が設置されている。

#### 郵便
（2012年12月時点）
- 日本郵便株式会社
  - 清水郵便局（集配局、清水）★
  - 岩倉郵便局（集配局、粟生）
  - 押手郵便局（押手）
  - 金屋郵便局（金屋）★
  - 石垣郵便局（吉原）
  - 吉備郵便局（下津野）★
  - 城山郵便局（二川）
  - 田殿郵便局（井口）
  - 五西月（さしき）郵便局（小川）
  - 五村簡易郵便局（中原）

五村簡易郵便局を除く各郵便局にゆうちょ銀行のATMが設置され、★印の郵便局ではホリデーサービスを実施。
※有田川町内の郵便番号は以下の通り。
- 「643-00xx」「643-08xx」＝旧吉備町域。湯浅郵便局（有田郡湯浅町湯浅）の管轄。
- 「643-01xx」＝旧金屋町域（後述の地域を除く）。湯浅郵便局の管轄。

※民営化以前は金屋郵便局が同区域の集配業務を行っていたが、同局は2006年9月25日付で集配業務を湯浅郵便局に移管し、現在は窓口業務のみ取り扱う。
- 「643-03xx」＝岩野河、川口、立石、谷（以上は旧金屋町域）、粟生、川合、北野川、中原、二沢、三瀬川（以上は旧清水町域）。岩倉郵便局の管轄。
- 「643-05xx」「643-06xx」＝旧清水町域（前述の地域を除く）。清水郵便局の管轄。

※民営化以前、「643-06xx」区域（旧清水町域の北東部）は押手郵便局が集配業務を行っていたが、同局は2007年2月13日付で集配業務を清水郵便局に移管し、現在は窓口業務のみ取り扱う。

## 地域

### 人口
2015年国勢調査より前回調査からの人口増減を見ると、2.86パーセント減の26,361人であり、増減率は県内30市町村中5位であった。人口密度は74.92 (人/km2)であり、県内30市町村中22位であった。
| |                                          |  |
| 有田川町と全国の年齢別人口分布（2005年） | 有田川町の年齢・男女別人口分布（2005年） |  |
| ■紫色 ― 有田川町 ■緑色 ― 日本全国 | ■青色 ― 男性 ■赤色 ― 女性                |  |
| 有田川町（に相当する地域）の人口の推移 \| 1970年（昭和45年） \| 32,478人 \| \| \| 1975年（昭和50年） \| 31,311人 \| \| \| 1980年（昭和55年） \| 30,944人 \| \| \| 1985年（昭和60年） \| 30,322人 \| \| \| 1990年（平成2年） \| 29,870人 \| \| \| 1995年（平成7年） \| 29,703人 \| \| \| 2000年（平成12年） \| 29,563人 \| \| \| 2005年（平成17年） \| 28,640人 \| \| \| 2010年（平成22年） \| 27,162人 \| \| \| 2015年（平成27年） \| 26,361人 \| \| \| 2020年（令和2年） \| 25,258人 \| \| |                                          |  |
| 総務省統計局 国勢調査より |                                          |  |
| 1970年（昭和45年） | 32,478人                                 |  |
| 1975年（昭和50年） | 31,311人                                 |  |
| 1980年（昭和55年） | 30,944人                                 |  |
| 1985年（昭和60年） | 30,322人                                 |  |
| 1990年（平成2年） | 29,870人                                 |  |
| 1995年（平成7年） | 29,703人                                 |  |
| 2000年（平成12年） | 29,563人                                 |  |
| 2005年（平成17年） | 28,640人                                 |  |
| 2010年（平成22年） | 27,162人                                 |  |
| 2015年（平成27年） | 26,361人                                 |  |
| 2020年（令和2年） | 25,258人                                 |  |

### 健康
- 平均年齢

### 教育

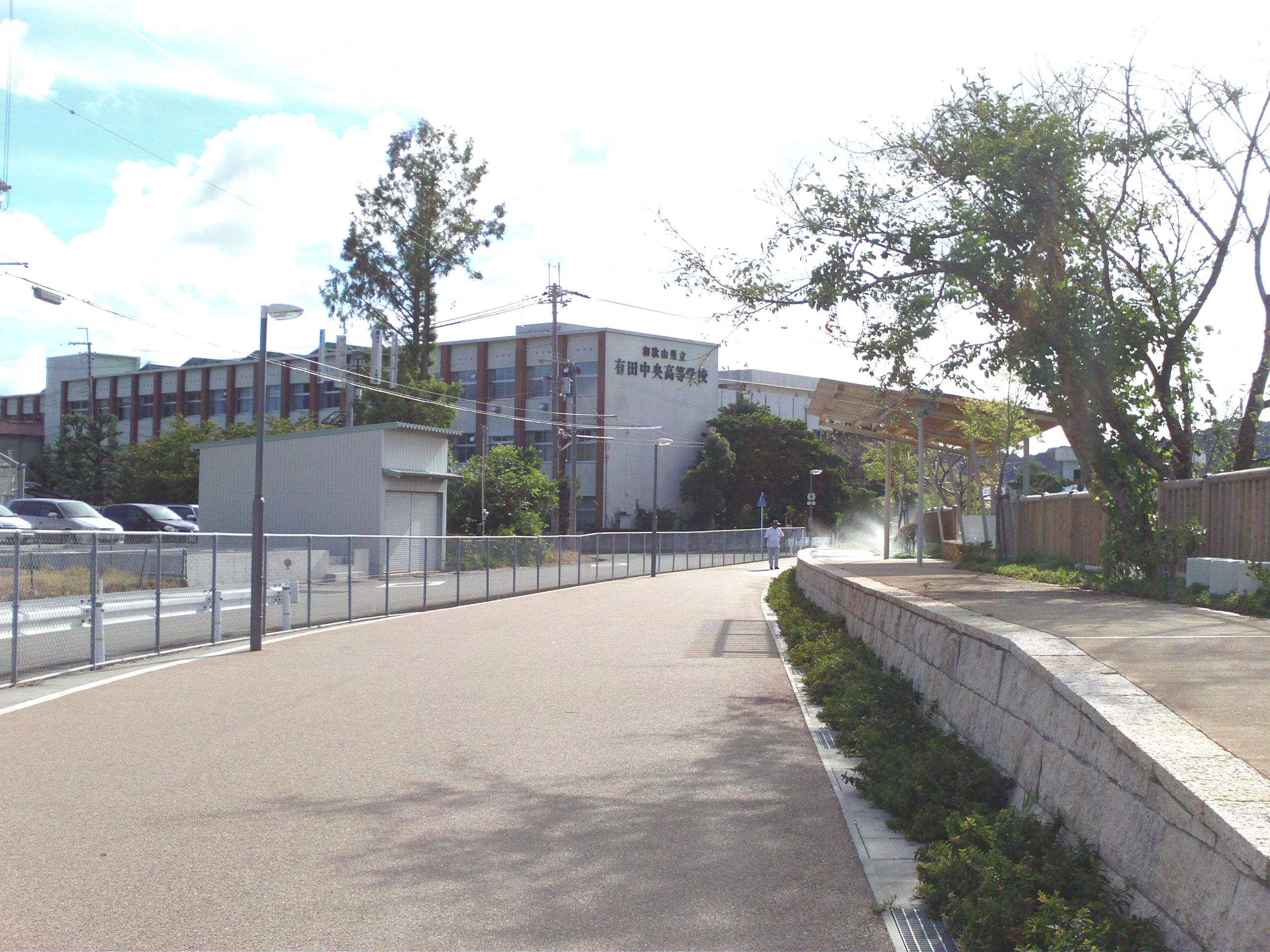
有田中央高等学校

#### 大学施設
近畿大学附属生石農場があり、2021年7月26日に近大と包括連携協定を結んだ。

#### 高等学校
- 和歌山県立有田中央高等学校 （旧・和歌山県立吉備高等学校）
  - 清水分校

#### 中学校
- 有田川町立吉備中学校
- 有田川町立金屋中学校
- 有田川町立石垣中学校
- 有田川町立八幡中学校

#### 小学校
- 有田川町立藤並小学校
- 有田川町立御霊小学校
- 有田川町立田殿小学校
- 有田川町立鳥屋城小学校
- 有田川町立小川小学校

- 有田川町立西ヶ峯小学校
- 有田川町立石垣小学校
- 有田川町立八幡小学校
- 有田川町立安諦小学校

### 絵本の町
有田川町が合併発足する前の金屋町の図書館では、司書によって絵本の読み聞かせ活動が行われていた。有田川町内の藤並駅には駅構内に絵本が並ぶ「ちいさな駅美術館」を設置したなど、「絵本のまちおこし」を目指した取り組みが行われている。
絵本作家を招いたイベントの開催や絵本のコンクール「有田川町絵本コンクール」も開催された。
ただし、有田川町地域交流センターALEC（アレック）では、基本的に絵本を蔵書していない。

### 有田川町が舞台の作品
- 映画『ねこにみかん』 - 主演：黒川芽以・大東駿介、2014年公開

## 交通

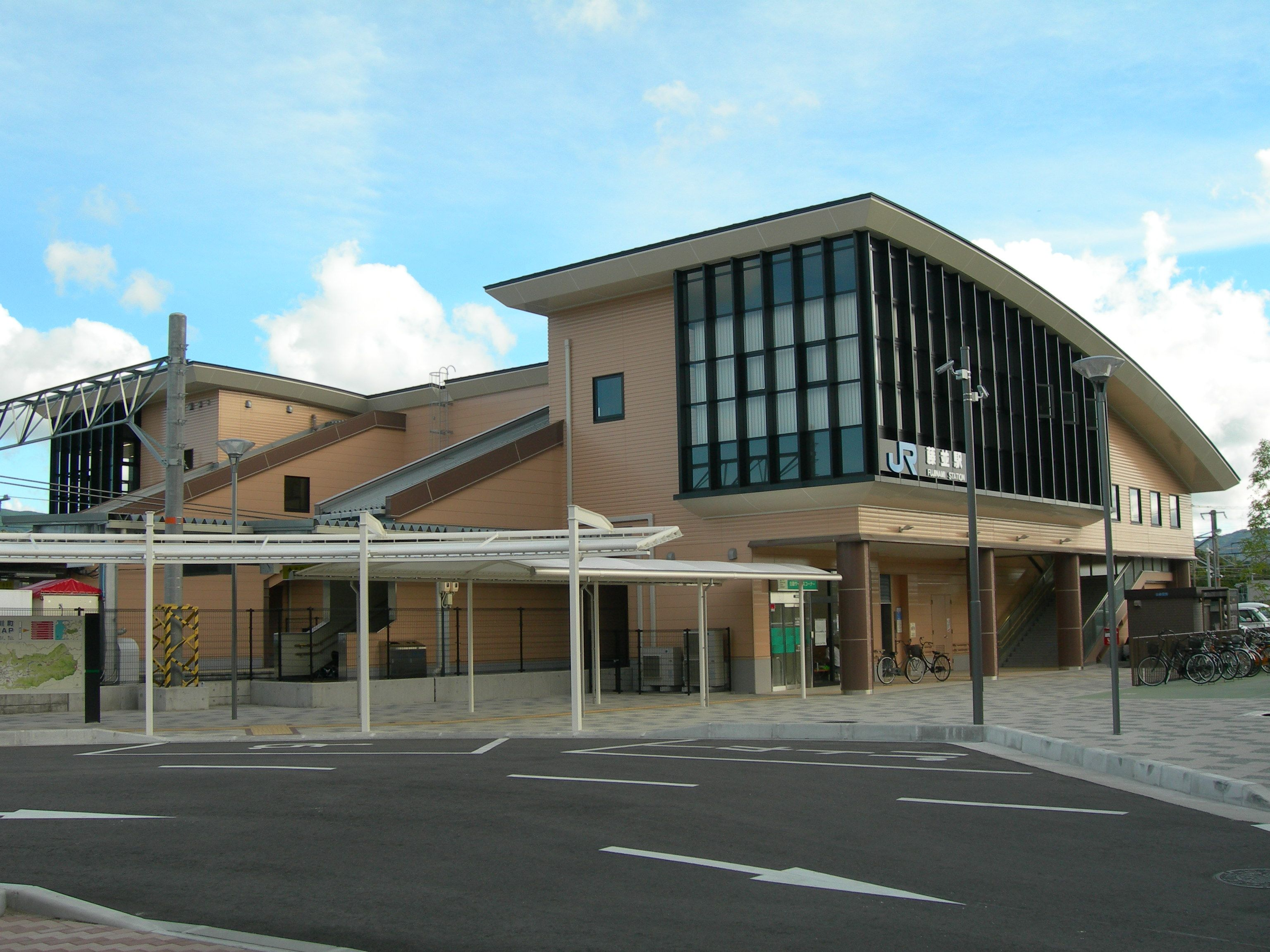
藤並駅

### 鉄道
藤並駅が町内唯一の駅である。同駅は一部の特急列車も停車する。
- 西日本旅客鉄道（JR西日本）

紀勢本線 ： （湯浅町） - 藤並駅 - （有田市）

### 路線バス
- 有田鉄道バス
- 有田川町コミュニティバス

### 道路
阪和自動車道の有田インターチェンジから和歌山市まで約20分、大阪市まで約80分、関西国際空港までは約60分、また湯浅御坊道路の有田南インターチェンジから御坊市までは約15分である。
2005年4月1日に海南湯浅道路が阪和自動車道に編入された事に伴い、通行料金の値下げが行われた。
- 高速道路
  - 阪和自動車道 : 有田インターチェンジ
  - 湯浅御坊道路 : 有田南インターチェンジ - 吉備湯浅パーキングエリア

- 一般国道
  - 国道42号
  - 国道371号（高野龍神スカイライン）
  - 国道424号（修理川バイパス、美山金屋バイパス、金屋バイパス）
  - 国道480号（三田バイパス、岩野河バイパス）

- 主要地方道
  - 和歌山県道18号海南金屋線
  - 和歌山県道19号美里龍神線
  - 和歌山県道22号吉備金屋線

- 一般県道
  - 和歌山県道159号海南吉備線
  - 和歌山県道179号吉原湯浅線
  - 和歌山県道180号野上清水線
  - 和歌山県道181号下湯川金屋線
  - 和歌山県道182号境川金屋線
  - 和歌山県道183号楠本小川線
  - 和歌山県道184号生石公園線
  - 和歌山県道196号たかの金屋線
  - 和歌山県道244号有田川湯浅線

## 名所・旧跡・観光スポット・祭事・催事

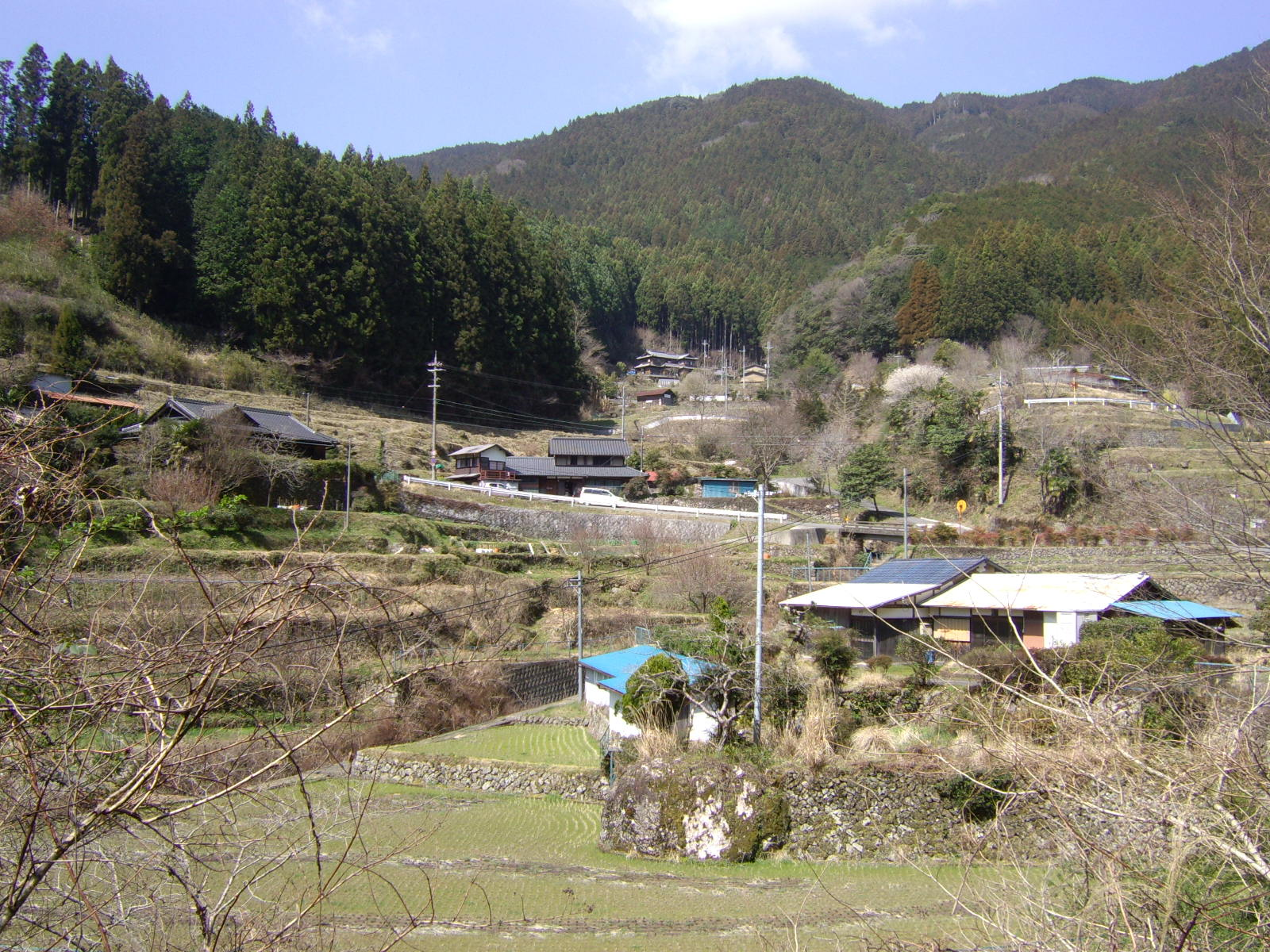
三田集落（重要文化的景観）

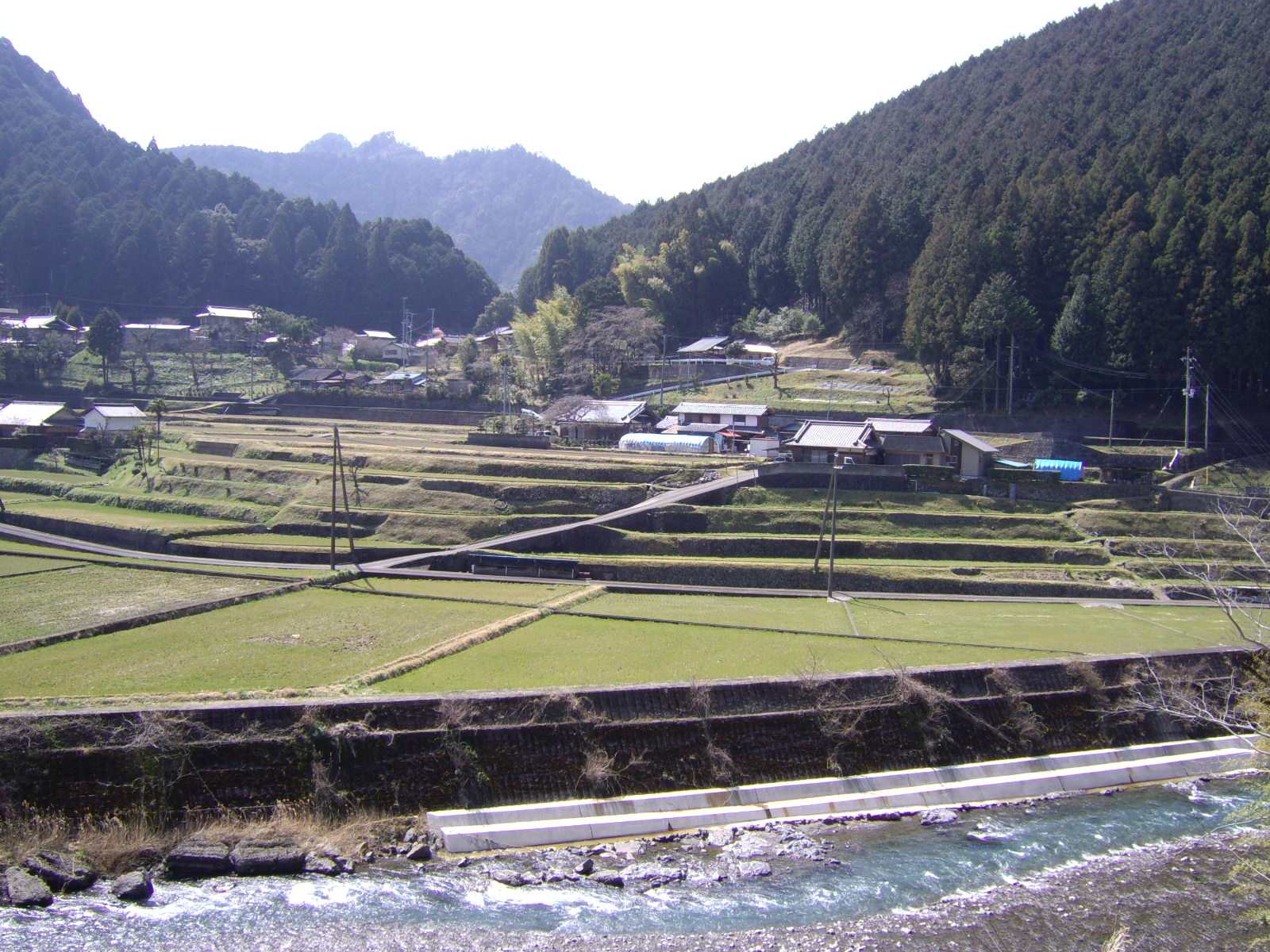
西原集落（重要文化的景観）

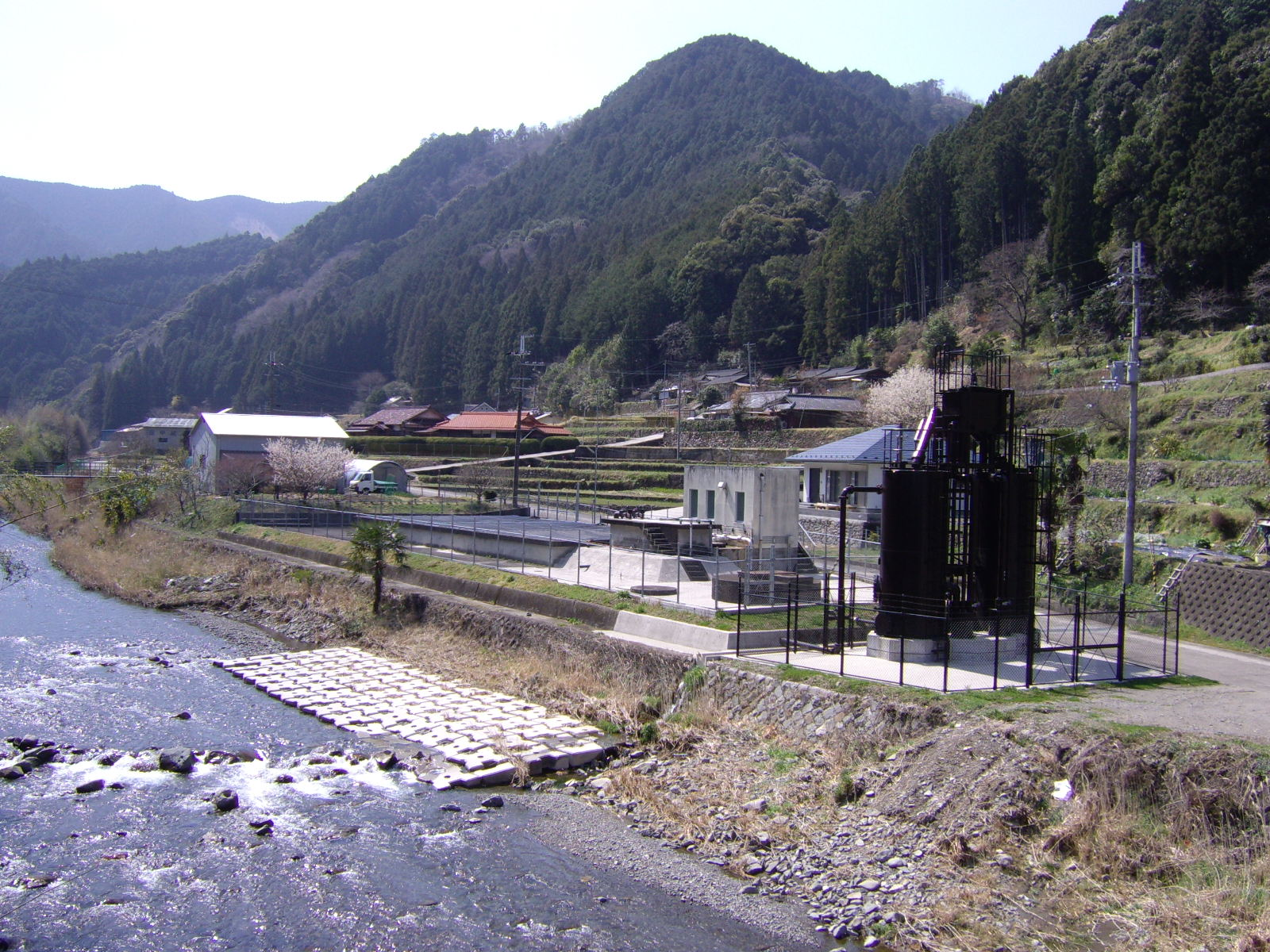
湯子川集落（重要文化的景観）

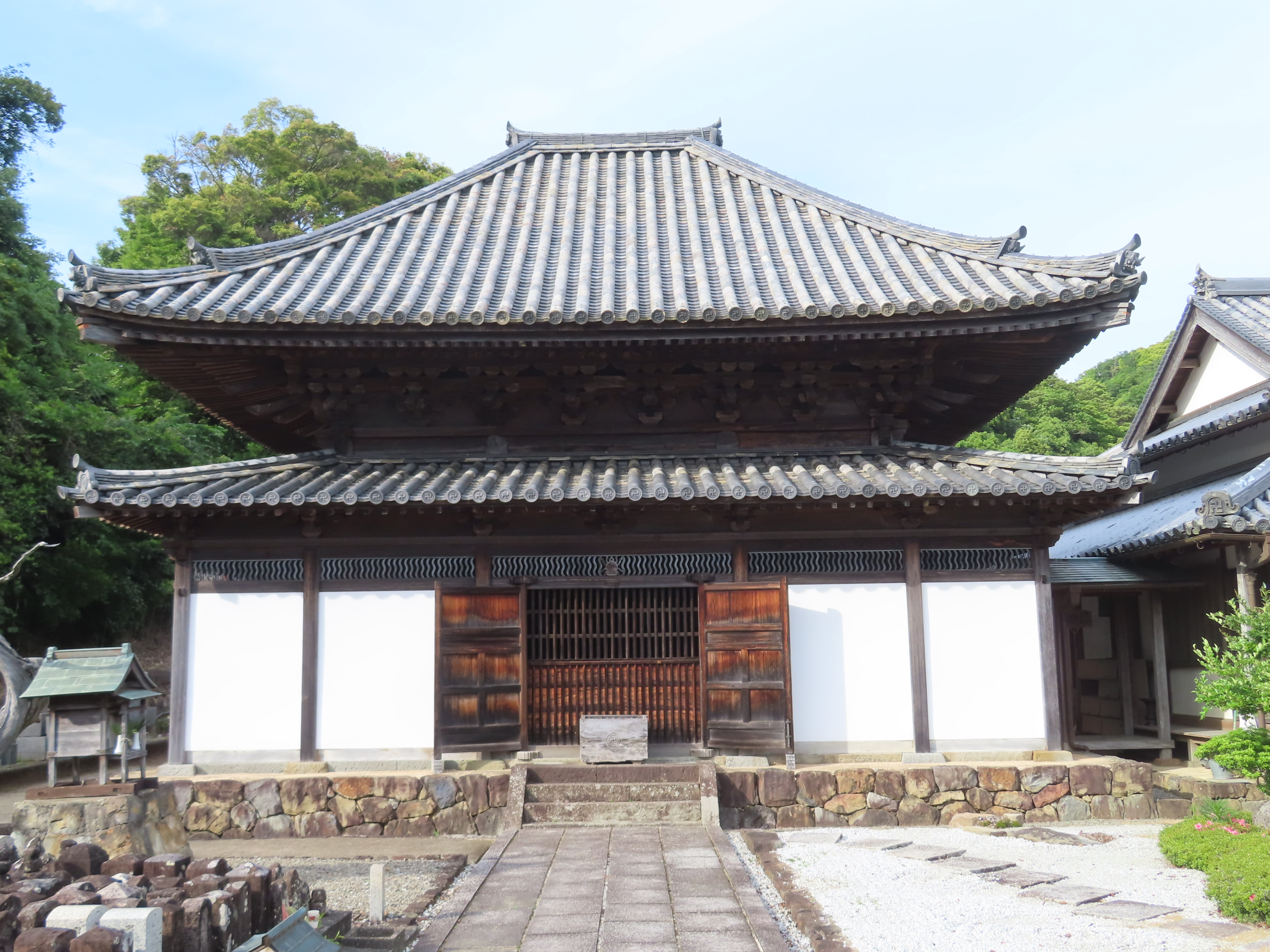
長楽寺仏殿（重要文化財）

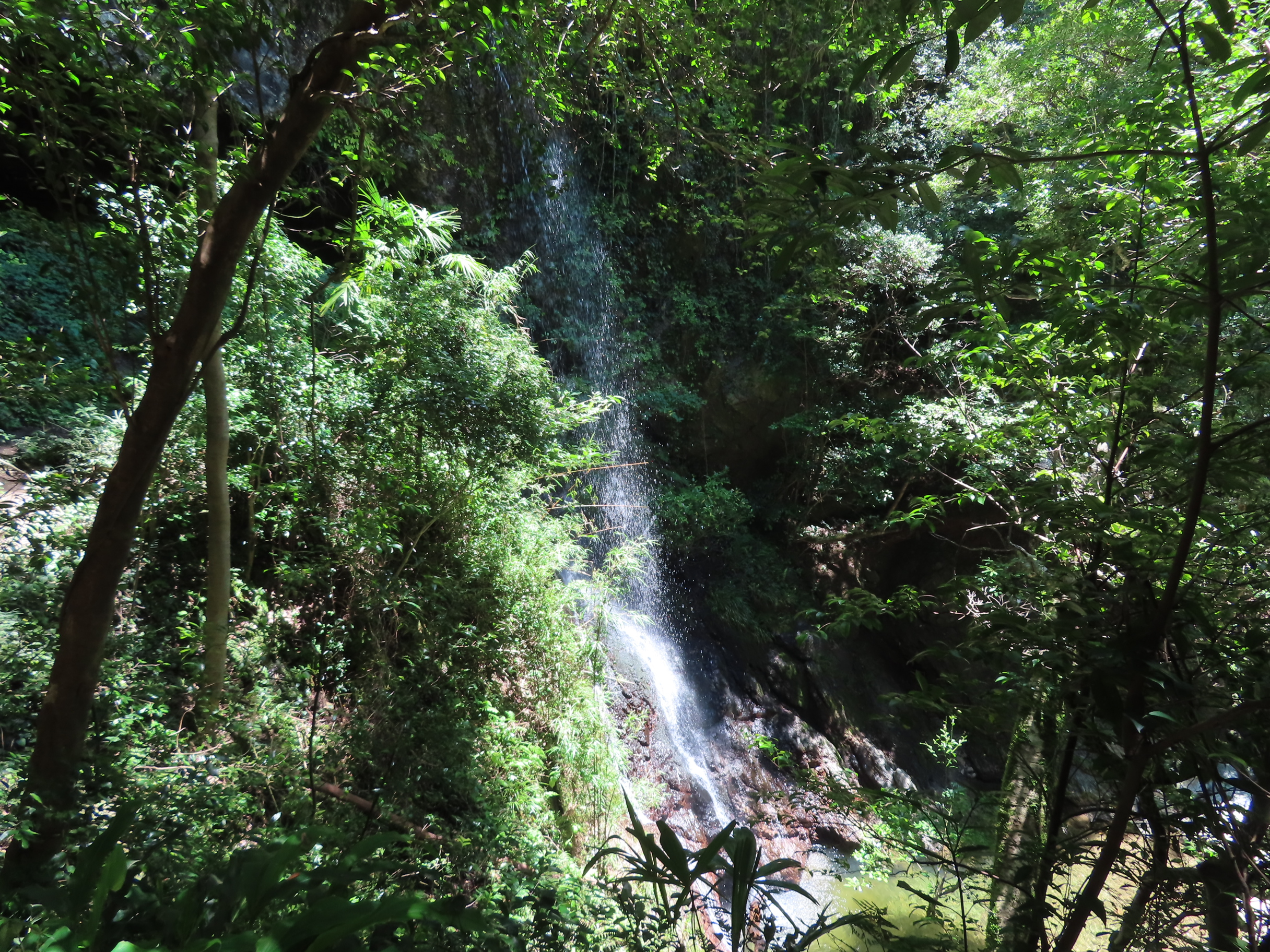
次の滝

- 蘭島（あらぎじま） - 日本の棚田百選に選出された。扇形の棚田、嶋新田とも言う。
- 三田・清水（西原・小峠・湯子川）集落 - 蘭島と合わせ「蘭島及び三田・清水の農山村景観」の名称で重要文化的景観として選定された。
- 鷲ヶ峰コスモスパーク - 風力発電を行っている。
- 有田鉄道線 - 当初は収穫した農産物を港へ運んでいた鉄道路線である。2002年末で廃線。
- 有田川町鉄道公園
- 高野龍神国定公園
- 鳥屋城跡 - 鳥屋城山に築かれた城の跡。
- 白岩丹生神社 - 白岩丹生神社本殿は重要文化財。
- 日光神社
- 吉祥寺 - 薬師堂と木造薬師如来坐像など7躯の仏像は重要文化財、他1躯の仏像が和歌山県指定有形文化財。
- 法音寺 - 本堂と木造阿弥陀如来坐像など2躯の仏像は重要文化財、他1躯の仏像が和歌山県指定有形文化財。
- 薬王寺 - 観音堂と木造阿弥陀如来坐像は重要文化財、他1躯の仏像が和歌山県指定有形文化財。
- 長楽寺 - 仏殿は重要文化財。
- 安楽寺 - 多宝小塔は重要文化財。
- 歓喜寺 - 木造阿弥陀如来坐像と木造地蔵菩薩坐像は重要文化財。
- 浄教寺 - 木造大日如来坐像 胎蔵界と絹本著色仏涅槃図は重要文化財。
- 法福寺 - 26躯の仏像が和歌山県指定有形文化財。
- 雨錫寺 - 阿弥陀堂は重要文化財。
- 杉野原の御田舞 - 国の重要無形民俗文化財。
- 久野原の御田 - 和歌山県指定無形民俗文化財。
- 城山神社・二川歌舞伎芝居
- 生石高原 - 生石高原県立自然公園に属す。
- 次の滝 - 紀伊国（和歌山県）で那智滝に次いで大きな滝という意味で、この名が付いた。裏見の滝。
- 姥ヶ滝
- 湯川渓谷（銚子の滝、さがり滝、五段の滝）
- 五郷渓谷
- 清水温泉
- 二川温泉 - ただし、2017年4月1日より休業中[15]。
- かなや明恵峡温泉

## 出身有名人

### 政治・経済
- 有本楠太郎 - 皮革貿易商、大阪市南区会議員、庄出身[16]。

### 歴史上の人物
- 明恵 - 鎌倉時代の僧侶である。道の駅明恵ふるさと館も町内に設置されている。
- 宗祇 - 室町時代の連歌師である[注釈 3]。

### 学者
- 谷口維紹 - 免疫学者。

### スポーツ
- 東尾修 - 元プロ野球選手。元西武ライオンズ監督
- 吉井理人 - 元プロ野球選手。千葉ロッテマリーンズ監督。
- 谷村剛 - プロ野球選手。千葉ロッテマリーンズ

### マスコミ
- 玉置佑規 - 東北放送アナウンサー。